# Pays émergent
Pour les articles homonymes, voir Émergence (homonymie).
Un pays émergent, ou économie émergente, ou encore marché émergent est un pays dont le PIB par habitant est inférieur à celui des pays développés, mais qui connaît une croissance économique rapide, et dont le niveau de vie ainsi que les structures économiques et sociales convergent vers ceux des pays développés avec une ouverture économique au reste du monde, des transformations structurelles et institutionnelles de grande ampleur et un fort potentiel de croissance. Il convient de noter que le PIB par habitant n'est qu'un critère partiel (et partial) de l'émergence : le Koweït, économie émergente, a un PIB par habitant proche de la moyenne de l'Union européenne.
La liste des pays auxquels s'applique ce terme varie selon les sources et selon les époques, en témoignent les divers acronymes définis pour les désigner :
- BRIC est le premier à désigner les quatre principaux pays émergents (Brésil, Russie, Inde, Chine) qui sont susceptibles de jouer un rôle de premier plan dans l'économie mondiale dans un futur plus ou moins proche.
- BRICS est apparu en 2011 avec l'ajout de l'Afrique du Sud qui participe désormais aux sommets regroupant ces pays[1] ; il est également employé pour prendre en compte le Mexique, ou également BRICI pour inclure l'Indonésie.

Quant à la Russie, de nombreux géographes et économistes lui dénient l'appellation de pays émergent mais la considèrent plutôt comme un ré-émergent à cause de son histoire. De même pour les pays dits en transition, qui ne sont pas réputés être en position d'émergence et qui font partie de l'hémisphère Nord.

## Historique et évolutions du concept
- Pays en développement ne faisant pas partie des pays les moins avancés (PMA) ou des nouveaux pays industrialisés (NPI).

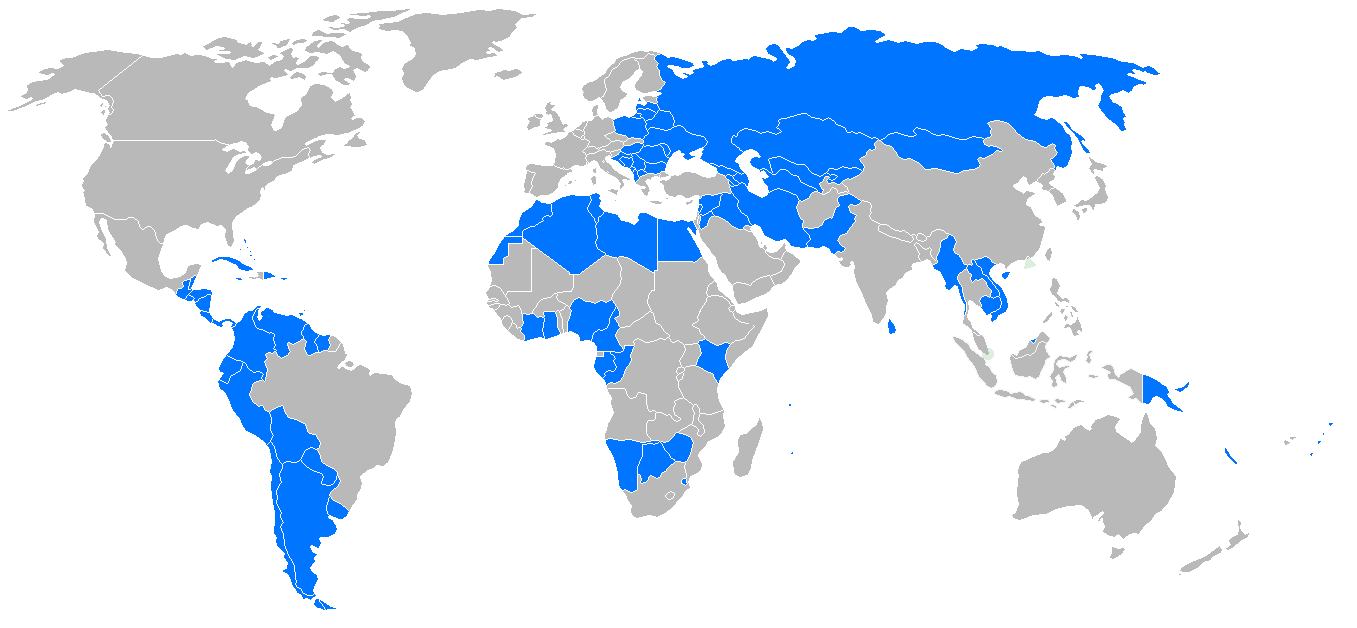
Pays en développement ne faisant pas partie des pays les moins avancés (PMA) ou des nouveaux pays industrialisés (NPI).

Le concept de « pays émergents » apparaît dans les années 1980 pour identifier dans le domaine économico-financier les pays en développement. Le premier à utiliser le terme « marchés émergents » en 1981 est Antoine van Agtmael, économiste néerlandais à la Société financière internationale, pour parler « de pays en développement offrant des opportunités pour les investisseurs ».
À partir des années 2000 et surtout depuis le début de la crise économique mondiale en 2008, un possible découplage entre les pays développés et les pays émergents (notamment les BRICS et les MINT) est évoqué : les taux de croissance de ces derniers et leur balance des paiements laissent croire qu'ils peuvent vivre indépendamment des pays développés,.
Parmi les critères de définition, les changements structurels sont souvent cités : rénovation juridique et institutionnelle, passage d'un type de production agraire à un type industriel, ouverture au marché mondial des produits et services et aux flux internationaux de capitaux. La définition est parfois réduite à celle de nouveaux pays industrialisés (NPI) mais les premiers de ces pays, regroupés sous le nom générique des « quatre dragons asiatiques » (Corée du Sud, Hong Kong, Singapour et Taïwan), ne peuvent plus être qualifiés d'« émergents » car leur émergence date de la fin des années 1980.
Ainsi, la définition des pays émergents est longtemps restée assez floue et revenait généralement à qualifier ainsi les pays en développement qui ne font pas partie des pays les moins avancés. Pourtant, des spécialistes ont proposé des critères objectifs pour définir précisément le groupe des pays émergents :
1. Revenus intermédiaires : les pays émergents ont un revenu par habitant en parité de pouvoir d'achat (PPA) compris entre 10 et 75 % du revenu moyen de l'Union européenne. Ceci exclut donc les pays les moins avancés et les pays riches.
2. Croissance et rattrapage économique : durant la période récente (au moins une décennie) les pays émergents ont connu une croissance supérieure à la moyenne mondiale. Ils connaissent donc une période de rattrapage économique et pèsent de ce fait de plus en plus lourd dans la création de richesses mondiale.
3. Transformations institutionnelles et ouverture économique : durant la période récente, ces économies ont connu une série de transformations institutionnelles profondes qui les ont davantage intégrées aux échanges mondiaux. L'émergence économique est donc en grande partie issue de la mondialisation.

Au début des années 2010, une soixantaine de pays répondent à ces critères. Ensemble, ils représentent près de 50 % de la richesse créée dans le monde et les deux tiers de sa population. Parmi eux, les BRICS (Brésil, Russie, Inde, Chine, Afrique du Sud) sont les figures de proue, mais les MINT (Mexique, Indonésie, Nigeria et Turquie) constituent d'autres économies émergentes de premier ordre.
L'appartenance à ce groupe n'est pas figée : les « quatre dragons asiatiques », anciens pays émergents, font désormais partie du groupe des pays développés (bien que quelquefois encore classés comme « marchés émergents » pour certaines considérations financières). D'autre part, la situation de pays comme l'Argentine, ancien pays « riche », tout comme la situation très hétéroclite des pays dits « du Sud », ne contribuent pas à éclaircir de manière simple le concept d' « émergence », beaucoup de pays émergents étant confrontés à de l'instabilité financière (par exemple, l'« effet Tequila » du Mexique révèle que lorsqu'un pays émergent subit une crise économique, les autres émergents sont soumis à des retraits de capitaux).
Si l'émergence implique un rattrapage progressif du niveau de vie occidental par les populations de ces pays, les écarts entre les pays et avec la zone développée restent encore considérables et la croissance récente ne saurait masquer les déficiences structurelles de ces économies. La crise de 2008-2009 a diversement touché les économies émergentes, mettant en évidence les points de vulnérabilité de certaines d'entre elles - liées notamment à leur exposition aux mouvements de capitaux ou aux variations des prix des matières premières.

## Place dans l'économie mondiale
Les pays émergents dans leur ensemble connaissent un accroissement de leur revenu par habitant et donc de l'augmentation de leur part dans le revenu mondial. Ils se caractérisent par leur intégration rapide à l'économie mondiale d'un point de vue commercial (exportations importantes) et financier (ouverture des marchés financiers aux capitaux extérieurs). Ainsi, ces pays investissent de plus en plus à l'étranger : 117 milliards de dollars en 2005, soit 17 % du total mondial contre 10 % en 1982. Remarquable exemple : Taïwan est le premier investisseur étranger en Chine.

## Pressions sur les ressources non renouvelables
Le rattrapage économique des pays émergents par rapport aux États-Unis et à l'Union européenne aurait des effets potentiels pour la plupart des ressources non renouvelables. Le tableau suivant montre la consommation par habitant en kg en 2007 de trois métaux, et l'effet qu'aurait un alignement des consommations de la Chine et de l'Inde sur la consommation européenne :
| Métal     | États-Unis | Union européenne | Chine | Inde | Augmentation de production (vol.) | Augmentation de production (%) |
| --------- | ---------- | ---------------- | ----- | ---- | --------------------------------- | ------------------------------ |
| Aluminium | 22         | 17               | 9,3   | 0,9  | + 15 millions de tonnes           | + 40 %                         |
| Cuivre    | 7          | 9                | 3,7   | 0,4  | + 10 millions de tonnes           | + 65 %                         |
| Zinc      | 4          | 6                | 2,7   | 0,3  | + 8 millions de tonnes            | + 70 %                         |

Un raisonnement comparable pourrait être effectué pour l'ensemble des ressources non renouvelables et l'ensemble des pays émergents. Cela montre qu'il est impossible que tous les pays du monde puissent adopter le mode de vie occidental.